# Mateo Mendoza
Mateo Tomás Mendoza (San Juan, 21 novembre 2004) è un calciatore argentino, difensore del Godoy Cruz.

## Caratteristiche tecniche
È un difensore centrale.

## Carriera
Mendoza è cresciuto nel settore giovanile del Godoy Cruz, con cui ha debuttato il 30 gennaio 2023 nell'incontro di Primera División vinto 1-0 contro il Barracas Central. L'11 maggio seguente ha firmato il suo primo contratto professionistico.

## Statistiche

### Presenze e reti nei club
Statistiche aggiornate al 3 settembre 2024.
| Stagione          | Squadra           | Campionato        | Campionato | Campionato | Coppe nazionali | Coppe nazionali | Coppe nazionali | Coppe continentali | Coppe continentali | Coppe continentali | Altre coppe | Altre coppe | Altre coppe | Totale | Totale | Totale |
| Stagione          | Squadra           | Comp              | Pres       | Reti       | Comp            | Pres            | Reti            | Comp               | Pres               | Reti               | Comp        | Pres        | Reti        | Pres   | Reti   |        |
| ----------------- | ----------------- | ----------------- | ---------- | ---------- | --------------- | --------------- | --------------- | ------------------ | ------------------ | ------------------ | ----------- | ----------- | ----------- | ------ | ------ | ------ |
| 2023              | Godoy Cruz        | PD                | 2          | 0          | CA+CdL          | 0               | 0               |                    | -                  | -                  |             | -           | -           | 2      | 0      |        |
| 2024              | Godoy Cruz        | PD                | 4          | 0          | CA+CdL          | 0               | 0               | CL                 | 0                  | 0                  |             | -           | -           | 4      | 0      |        |
| Totale Godoy Cruz | Totale Godoy Cruz | Totale Godoy Cruz | 6          | 0          |                 | 0               | 0               |                    | 0                  | 0                  |             | -           | -           | 6      | 0      |        |
| Totale carriera   | Totale carriera   | Totale carriera   | 6          | 0          |                 | 0               | 0               |                    | 0                  | 0                  |             | -           | -           | 6      | 0      |        |